# 福建省福州屏东中学
福州屏东中学（英語：Fuzhou Pingdong Middle School，簡稱屏東中學、屏東，西元1982年创办於福州屏山東麓，位於中華人民共和國福建省福州市，是一所完全中学，高中部乃福建省一级达标高中。本区坐落于屏山东部，占地面积30亩。屏北分校占地面积23361平方米。学校有六个年级。至2017年，有108个班级，学生5411人，教职工381人。屏东中学连续十届被福建省人民政府评为“省级文明学校”。2013年，被福建省教育厅确认为一级达标学校。

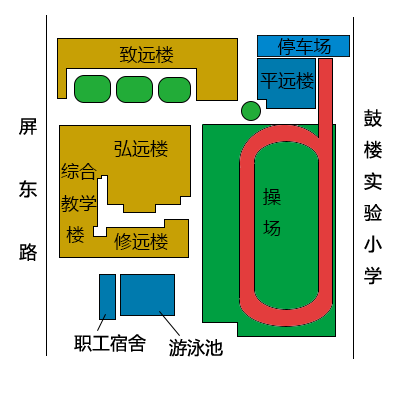
福州屏东中学地图

## 历史沿革
1982年，学校创建。1996年1月，屏东中学被福建省教委正式确认为国家普通中学三级达标学校。2013年3月24日，福建省教育厅确认之为一级达标学校。

## 布局施设
屏东中学是距离福建省委、省政府最近的一所完全中学，是一级达标学校。学校本区面积三十亩。
学校综合性教学楼有两栋，初中教学楼为致远楼，高中教学楼为弘远楼。实验楼为修远楼，行政办公大楼为平远楼，在弘远楼与修远楼之间有地理园与生物园。此外还有图书馆与地理生物等学科专用教室。

## 教育情况

### 师资生源
2002年，该校有初中部18个班，高中部12个班，在校学生2500多人。2012年学校有98个班级。2013年，扩招至102个班，时有学生5243人。后几年学校扩张之势有增无减，至2017年6月，学校已有班级108个，在校学生5411人。2012年的校教工代表大会内曾有人提出，由于班级不断增加，小班教学无法实现。
2002年，学校有教职员工180多人。到2012年以前，屏东中学有学校教职工377人，其中特级教师2人，高级教师86人，研究生35人，国家级骨干教师3人，市级骨干教师9人，校级骨干教师83人。到2017年时，教职工已增至381人。其中特级教师4人，正高级教师1人，高级教师102人，研究生35人，国家级骨干教师3人，市级骨干教师17人，省学科带头人及培养对象9人，福州市中考命题组成员11人。

### 文化课以外
初中部在文化课以外，每周设信息技术课或劳技课。初一每周一节信息课、一节劳技课。初二每周两节信息课。高中部中，高一每周两节信息课。:5

## 学园文化
学校校训为“崇德、尚美、乐学、笃行”；办学理念为“开启智慧、润泽生命”；办学目标为“求高、求特、求乐”。
在体育运动方面，该校有教职工乒乓球赛。

## 屏北分校
福州屏东中学屏北分校，成立於2003年，位于屏山北面琴亭路中段。该校於2003年2月开始立项，4月份动工，9月份正式开学招生。2004年，學校获评二级达标校，現為福州屏東中學教育集團成員校。学校占地面积23361平方米，可供活动面积9191平方米，绿化面积平均给每个学生有12.51平方米，校舍建筑面积12659平方米。

## 附設機構
该校创建不久，曾建设了自己的校办工厂。而後经验不足，管理不善，於1994年解体。:44

## 条目脚注
1. ↑  约合20 000平方米。